# Labidochromis caeruleus
Labidochromis caeruleus (лабідохроміс еллоу, лабідохроміс жовтий, цихліда еллоу, цихліда колібрі) — вид окунеподібних риб родини цихлові (Cichlidae), ендемік озера Малаві групи Мбуна. Використовується як акваріумна риба.

## Зовнішній вигляд
Відноситься до цихлід невеликого розміру, у природних умовах досягають 8 см завдовжки, в акваріумах виростають до 10 см. Тіло міцне, видовженої форми, яскраво-жовтого кольору. По верхньому краю спинного плавця та по нижньому краю анального плавця проходить чорна смуга, що розвивається у дорослих риб та найбільш яскравою є у самців.
У природі зустрічається декілька форм, що відрізняються за забарвленням. Причому популярна в акваріумістиці жовта форма в природі є рідкісною. Перші знайдені особини цього виду мали блакитне забарвлення, завдяки чому риба і отримала свою видову назву (лат. caeruleus — блакитний). У наш час нараховують близько 10 кольорових варіацій виду — від майже білих до блакитних і жовтих.
Статевий диморфізм практично не виражений. Самці дещо більші за самок, під час нересту забарвлені яскраво, луска набуває блакитного полиску. У самців також більш помітна чорна смуга на плавцях, а грудні плавці забарвлені в чорний колір. Інколи чорні плями розвиваються також внизу тіла. Однак слід враховувати, що субдомінантні самці можуть не мати цих яскраво виражених ознак і можуть помилково прийняті за самок.

## Поширення та умови існування
Прісноводні бентопелагіальні риби. Ендеміки озера Ньяса / Малаві, де зустрічаються у водах західного та східного узбережжя. Це рухливі риби кам'янистих розсипів, займають скельні ділянки на глибині до 20-30 м, на яких зустрічаються зарості валіснерії.

## Утримання в акваріумі

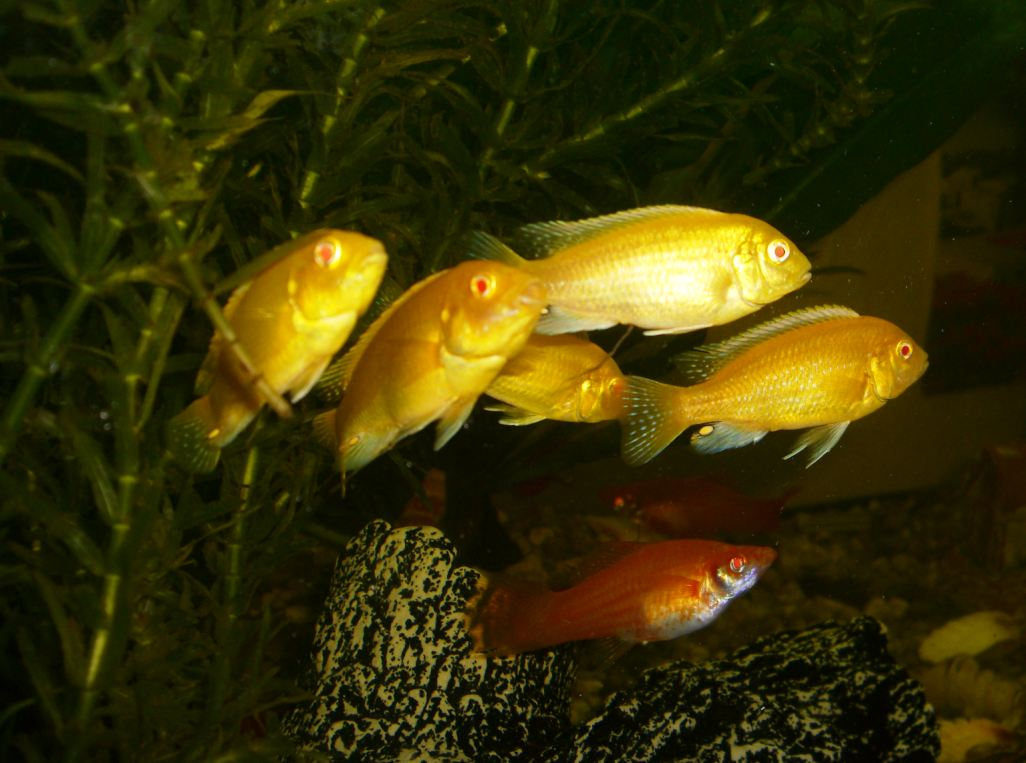
Альбіносна форма в акваріумі

Мінімальний об'єм акваріума близько 120 л, найкращим варіантом будуть ємності від 200 л і більше. Температура 24-28 °C, кислотність (pH) 7,2-8,8, твердість (dH) 10-20. Необхідно забезпечити течію, якісну фільтрацію та регулярну часткову заміну води. Як ґрунт можуть бути використані дрібний пісок або коралові уламки. В акваріумі необхідно створити кам'янистий рельєф із великою кількістю печер і розщілин, де можуть сховатися риби, яких переслідують. Серед рослин можна використовувати лише види із жорстким листям та міцною кореневою системою.
Вважається однією з найбільш миролюбних видів малавійських цихлід. Утримують парою або групою з одного самця і декількох самок. Проявляють агресію до видів, подібних за формою тіла і забарвленням. Як сусіди годяться інші види цихлід групи мбуна, аулонокари, деякі лампрологуси, соми-синодонтіси.

## Розмноження
Статевозрілими стають у віці близько 1 року. В акваріумі особливих умов для нересту не потребує. Самка виношує ікру, а згодом і мальків у роті. Молодь залишає рот матері через 25-40 днів. Протягом тижня після цього самка продовжує доглядати за мальками. Плодючість невелика, молоді самки виводять лише 8-9 мальків, тоді як старші особини — до 30

## Живлення
У природі живляться переважно ракоподібними і молюсками, що мешкають на каміннях, а також комахами і дрібною рибою.
В акваріумі вживають усі види живих, заморожених і сухих кормів. Обов'язково в раціоні повинна бути рослинна їжа. Для їх годування добре підходить корм на рослинній основі, спіруліна у вигляді пластівців. З рослинної їжі підходить шпинат, салат, чищений горох. Цих риб не рекомендують перегодовувати.